# Глиница (Черновицкая область)
Глиница (укр. Глиниця) — село в Мамаевской сельской общине Черновицкого района Черновицкой области Украины. До 19 июля 2020 года входило в состав Кицманского района.
Население по переписи 2001 года составляло 1641 человек. Почтовый индекс — 59355. Телефонный код — 3736. Код КОАТУУ — 7322582601.
Расположено на правом берегу реки Прут, у впадения в неё реки Глиница.
Возле села расположен Глиницкий заказник.